# عبدي باندا
عبدي باندا (بالإنجليزية: Abdi Banda)‏ هو لاعب كرة قدم تنزاني، ولد في 20 مايو 1995 في تنجا في تنزانيا. شارك مع منتخب تنزانيا لكرة القدم. أما مع النوادي، فقد لعب مع Baroka F.C. ‏.

## وصلات خارجية
- عبدي باندا على موقع قاعدة بيانات كرة القدم.إي يو (الإنجليزية)
- عبدي باندا على موقع ناشيونال فوتبول تيمز (الإنجليزية)
- عبدي باندا على موقع Soccerway.com (الإنجليزية)
- عبدي باندا على موقع عالم كرة القدم.نت (الإنجليزية)